# Muciewszczyzna
Muciewszczyzna (biał. Муцеўшчына; ros. Мутевщина) – wieś na Białorusi, w obwodzie mińskim, w rejonie miadzielskim, w sielsowiecie Słoboda.

## Historia
W czasach zaborów wieś w granicach Imperium Rosyjskiego.
W dwudziestoleciu międzywojennym wieś leżała w Polsce, w województwie wileńskim, w powiecie duniłowickim (od 1926 postawskim), w gminie Miadzioł, a następnie w gminie Hruzdowo.
Według Powszechnego Spisu Ludności z 1921 roku zamieszkiwały tu 84 osoby, 61 było wyznania rzymskokatolickiego, a 23 prawosławnego. Jednocześnie 54 mieszkańców zadeklarowało polską, a 30 białoruską przynależność narodową. Było tu 15 budynków mieszkalnych. W 1931 w 19 domach zamieszkiwało 88 osób.
Wierni należeli do parafii rzymskokatolickiej i prawosławnej w Hruzdowie. Miejscowość podlegała pod Sąd Grodzki w Postawach i Okręgowy w Wilnie; właściwy urząd pocztowy mieścił się w Hruzdowie.
W 1938 roku miejscowość należała do gromady Miłty gminy Hruzdowo.
Po agresji ZSRR na Polskę w 1939 roku wieś znalazła się w granicach BSRR. W latach 1941–1944 była pod okupacją niemiecką. Następnie leżała w BSRR. Od 1991 roku w Republice Białorusi.
Do 2006 wieś w składzie sielsowietu Dziahile.